# Tommy Tuberville
Tommy Hawley Tuberville, född 18 september 1954 i Camden, Arkansas, är en amerikansk tidigare tränare inom amerikansk fotboll, som 3 november 2020 valdes som senator för delstaten Alabama. Tuberville, som inte tidigare haft politiska uppdrag, representerar det republikanska partiet.

## Karriär som fotbollstränare
Tuberville växte upp i Arkansas. Han har en bachelor-grad i kroppsövning (physical education) från Southern Arkansas University 1976 och arbetade därefter som tränare i amerikansk college-fotboll.
Han har varit huvudtränare för följande universitetslag: 
- University of Mississippi, 1995–1998
- Auburn University, 1999–2008
- Texas Tech University,  2010–2012
- University of Cincinnati, 2013–20916

Hans största framgångar var vid Auburn University i Alabama. Säsongen 2004 vann hans lag alla 13 matcherna och serien Southeastern Conference. Tuberville utsågs då av Associated Press till årets tränare inom collegefotbollen. Till Tubervilles meriter under de 10 åren vid Auburn hör att hans lag vann 7 av de årliga matcherna mot ärkerivalen University of Alabama.
Tubervilles lag kunde emellertid förlora mot erkänt svagare motståndare. Ett sådant misslyckande 2008 ledde till att han blev löst från sitt kontrakt med Auburn-universitetet mot en ersättning på 5,1 miljoner dollar. Innan han rekryterades till ett tränaruppdrag vid Texas Tech University var han säsongen 2009 expertkommentator vid TV-bolaget ESPNs sändningar av amerikansk college-fotboll.

## Politisk karriär
Efter avslutad tränarkarriär 2016 bosatte sig Tuberville som pensionär i Florida. Han flyttade 2018 därifrån till Alabama för att  kunna ställa upp i senatorsvalet där 2020.
Tuberville ställde upp i senatsvalet med ett starkt konservativt och abortfientligt program och med helhjärtat stöd åt den dåvarande presidenten Trump.
Tuberville, som främst var känd genom sina fotbollsmeriter, förde en återhållsam valkamp med få offentliga framträdanden och presskonferenser. I det republikanska primalvalet, som gick i två omgångar, fick han draghjälp av president Trump, som markerade sin motvilja mot motkandidaten, Trumps tidigare justitieminister Jeff Sessions. I det slutliga valet besegrade Tuberville den sittande demokratiske senatorn Doug Jones med 60,1 procent av rösterna.
Som nytillträdd senator har Tuberville  kritiserats för bristande politiska och historiska kunskaper. Han har således upprepade gånger påstått att USA:s insatser under andra världskriget förde till att Europa befriades från socialism och kommunism.
Vid senatens behandling av elektorsvalet den 6 januari 2021 röstade Tuberville för ett underkännande av valen i Arizona och Pennsylvania, som var till fördel för Joe Biden i valet av denne som USA:s president.